# Gamera 2: Attack of Legion
Gamera 2: Attack of Legion (jap. ガメラ2 レギオン襲来 Gamera 2: Region Shūrai) – japoński film typu kaijū z 1996 roku w reżyserii Shūsuke Kaneko. Dziesiąty film z serii o Gamerze.

## Fabuła
Pewnego dnia na Japonię spada niezwykły meteoryt. Wychodzą z niego owadopodobne stworzenia, które kierują się w stronę w Tokio. Jest to jeden wielki symbiotyczny organizm zwany Legionem, kierowany przez Królową Roju. Niestety rząd nie może opanować sytuacji. Jednak na pomoc przybywa Gamera, tylko on może pomóc ludziom w powstrzymaniu inwazji z kosmosu.

## Obsada
- Miki Mizuno – Midori Honami
- Toshiyuki Nagashima – płk Watarase
- Tamotsu Ishibashi – Hanatani
- Mitsuru Fukikoshi – Obitsu
- Ayako Fujitani – Asagi Kusanagi
- Yūsuke Kawazu – Akio Nojiri
- Yukijirō Hotaru – Osako
- Akira Ohashi – Gamera
- Mizuho Yoshida – Legion

## Odniesienia w kulturze popularnej
Legion pojawił się w komputerowej grze survivalowej City Shrouded in Shadow (2017).